# برنامج الجسر الأكاديمي
برنامج الجسر الأكاديمي هو أحد مراكز مؤسسة قطر للتربية والعلوم وتنمية المجتمع وهو برنامج لمرحلة ما قبل الجامعة لخريجي الثانوية من قطر ومن باقي دول المنطقة.

## التأسيس والهدف
تأسس سنة 2001م بالتعاون مع TIEC في تكساس بهدف إعداد نخبة من المتخرجين من الثانويات في قطر ومنطقة الخليج للانخراط في برامج جامعية تستند إلى اللغة الإنجليزية مؤلفة من اللغة الإنجليزية (كلغة أولى)، والعلوم، والرياضيات، والحاسوب، ومهارات متعددة الوسائط كما يركز على تطوير مهارات حاسوبية ودراسية تضمن النجاح للطلاب في الجامعات الدولية. ويعد المتميزين من خريجي الثانوية للقبول والنجاح في جامعات مرموقة في مؤسسة قطر وفي الجامعات العالمية الناطقة باللغة الإنجليزية من خلال إعداد خريجي المدارس الثانوية في قطر بالمهارات الأكاديمية والشخصية للنجاح في الجامعات العالمية المرموقة التي تعتمد اللغة الإنجليزية في تدريس مناهجها، مع تأكيد خاص على إعداد الطلاب للدراسة بالجامعات في المدينة التعليمية.

## العاملون
- الدكتور «بريان لوألن»: انضم إلى البرنامج سنة 2014 برقم مكتبي 4454 2168.
- الدكتور «مارك نيومارك»: انضم إلى برنامج الجسر سنة 2011 وهو المدير المساعد للشؤون الأكاديمية برقم مكتبي 4454 2124.
- السيدة «موزة البوعينين»: شغلت منصب المدير المساعد لقسم شؤون الطلاب ببرنامج الجسر الأكاديمي منذ عام 2010 برقم مكتبي 4454 2191.
- السيدة «أسماء القيسي»: تعمل كمساعد خاص لمدير برنامج الجسر الأكاديمي منذ عام 2010 برقم مكتبي 4454 2133.
- السيد «حسن زيدان»: انضم إلى برنامج الجسر الأكاديمي في عام 2010، وهو يعمل كمنسق للقبول والسجلات الطلابية. برقم مكتبي 2166 4454.
- أعضاء هيئة التدريس والموظفين: يعمل في برنامج الجسر الأكاديمي خمسة إداريين دوام كامل، ومرشدة جامعية، وأمين مكتبة، ومنسق مصادر التعلم، بالإضافة إلى 30 معلمًا، و 19 موظفًا. جميع أعضاء هيئة التدريس حاصلون على درجة البكالوريوس، و 95٪ لديهم درجة ماجستير واحدة أو أكثر وخمسة معلمين من الكادر التدريسي يحملون درجة الدكتوراه. وقد تم اختيار أعضاء هيئة التدريس من 19 دولة من بينها أستراليا، كندا، إنجلترا، مصر، فرنسا، الأردن، الهند، ايرلندا، لبنان، نيوزيلندا، باكستان، الفلبين، بولندا، قطر، رومانيا، السودان، الولايات المتحدة، وسويسرا.[1]

## الموقع
يقع برنامج الجسر الأكاديمي في مبنى الآداب والعلوم في المدينة التعليمية بقطر.

## إحصائيات التخرج
```
تخرج من هذا البرنامج منذ إنشاؤه في عام 2001 أكثر من 2500 طالب معظمهم من القطريين بالإضافة إلى طلاب من أكثر من 30 دولة أخرى. وقد التحق الكثير منهم إما بأحد الجامعات في المدينة التعليمية أو بجامعة قطر أو بأحد جامعات الولايات المتحدة الأمريكية أو المملكة المتحدة. وتبلغ نسبة الخرجيين الذين يقبلون بالجامعات كل عام حوالي %90.
[
2
]
```